# Хвани
Хвани (груз. ხვანი) — село в Грузии, на территории Сачхерского муниципалитета края (мхаре) Имеретия.

## География
Село находится в центральной части Грузии, на берегах реки Дзирулы, на расстоянии 27 километров к юго-востоку от города Сачхере, административного центра муниципалитета. Абсолютная высота — 775 метров над уровнем моря.

## Население
По результатам официальной переписи населения 2014 года, в Хвани проживало 163 человека (91 мужчина и 72 женщины). В национальной структуре населения грузины составляли 100 %.
| Год  | Население, человек |
| ---- | ------------------ |
| 2002 | 243                |
| 2014 | ↘ 163              |